# Federica Fontana
Federica Fontana (Monza, 30 aprile 1977) è una conduttrice televisiva, ex modella e blogger italiana.

## Biografia
Studia ragioneria al Collegio Bianconi, dove viene più volte eletta miss. A 18 anni, nel 1995, arriva seconda a Miss Buona Domenica e terza a Bellissima, partecipando poi come valletta a La sai l'ultima?. Dopo il diploma si propone all'agenzia di moda di Riccardo Gay, che la assume; inizia quindi a partecipare a campagne pubblicitarie e spot televisivi. Nel 1997 colleziona delle apparizioni in TV nelle trasmissioni Mai dire Gol, Volevo Salutare, Strettamente Personale su TMC e, come conduttrice, a Slurpiamo, programma per ragazzi in onda su Junior TV. Nel 1998 è nel cast di Scatafascio, Paperissima (edizione 1998-99), e Un Anno di Sport con Valentino Rossi. Nel 1999-2000 la Fontana si alterna con altre showgirl nell'affiancare Massimo De Luca nella trasmissione Pressing Champions League.
Nel 2000-2001 Federica Fontana partecipa a Il processo del lunedì al fianco di Aldo Biscardi e a Mai dire Maik. Dal 2001 al 2006 ha condotto, insieme ad Alberto Brandi, Guida al campionato, in onda su Italia 1 tutte le domeniche in cui si è giocato il campionato di calcio italiano. In seguito a quella partecipazione Federica ha acquisito notevole popolarità. Nel 2003 è stata chiamata a comparire, insieme ad Elisabetta Canalis, nel programma comico Ciro presenta Visitors e, in estate, a Bande sonore, in veste di conduttrice.
Ha posato senza veli per un calendario sexy del 2003 della rivista GQ assieme alla modella brasiliana Fernanda Lessa e per quello del 2004 della rivista Controcampo, prestando la sua immagine anche ad altri calendari e a varie campagne pubblicitarie. Nell'ottobre 2004 partecipa a Super Ciro, andato in onda su Italia 1. Nel 2006 ha condotto poi un reality su SKY Vivo intitolato Bar Wars assieme a Tommy Vee. Nel 2006-2007 segue Alberto Brandi in Controcampo - Diritto di replica, programma televisivo in onda tutte le domeniche del campionato di calcio italiano, lasciando così Guida al Campionato dopo cinque anni.
Nel febbraio 2013 apre il blog runfederun. Dal 15 settembre 2013 torna in TV conducendo su Cielo la trasmissione domenicale dedicata al calcio Stop & gol, e due anni dopo, su MTV8 lo speciale Europa League. Dal 22 dicembre 2016 fino all'8 gennaio 2017 è stata l'host del film PAW Patrol al cinema, in cui insegnava i sei bambini appassionati di PAW Patrol con l'aiuto di Ryder il protagonista del cartone animato di grande successo.
Nella stagione 2021-2022 torna in tv come ospite di Pressing - Prima serata su Rete 4 e di Pressing su Italia 1.

## Vita privata
È stata sposata con Felice Rusconi, un produttore pubblicitario, ed è madre di Noè e Sofia. Dal 2021 convive con l'imprenditore Remo Ruffini, patron di Moncler.